# Paisaje protegido de Pino Santo
El paisaje protegido de Pino Santo es un espacio natural situado en el sector noreste de la isla de Gran Canaria (Canarias, España). Tiene un alto interés geológico, geomorfológico, cultural y botánico, al albergar muestras del bosque termófilo canario, incluyéndose en este espacio el Jardín Canario. Está compartido entre los términos municipales de Las Palmas de Gran Canaria, Santa Brígida, San Mateo y Teror. Está protegido con la categoría de paisaje protegido
y tiene una extensión de 3012,3 ha.

## Toponimia
El paisaje toma su nombre del valle de Pino Santo, alrededor del cual se extiende el espacio protegido. Dicho valle, situado entre el barranco de Alonso y los lomos de Pinar de Ojeda, debería su nombre a la costumbre de situar imágenes de la virgen en troncos ahuecados, o simplemente por encontrarse en la ruta hacia el santuario mariano de la Virgen del Pino en Teror. En última instancia se refiere una "aparición" de la virgen en dicho valle en 1443.

## Descripción
El paisaje protegido de Pino Santo se encuentra al NE de Gran Canaria, ocupando una extensión de más de tres mil hectáreas, albergando elementos de interés geológico y geomorfológico al albergar una red de barrancos que se corresponden con la forma radial que caracteriza la isla, destacándose el barranco del Acebuchal y el barranco Guiniguada.
Además de gran interés botado al albergar relictos de bosque termófilo con endemismos exclusivos y amenazados junto a muestras del vulcanismo reciente como el Monte Lentiscal. Los relictos de bosque termófilo se corresponden con poblaciones de acebuches, olivillos y grandes ejemplares de dragos centenarios como el drago de Pino Santo y el drago de Hoya Bravo, de 16 metros y unos 235 años de edad, situado en el margen derecho del barranco de Alonso.
Este espacio posee asimismo un atractivo especial debido a su carácter rural con gran relevancia paisajística con sectores habitados bien integrados en el área natural como La Galga, Espartero y El Corcovado, dando lugar a una notable antropización del entorno que aun así, podemos encontrar numerosos endemismos amenazados. En esta área se encuentra además el Jardín botánico Viera y Clavijo, donde se recrean ambientes de la flora insular y de endemismos autóctonos en peligro.
Este espacio ha sido habitado desde la época precolonial por los antiguos aborígenes de Gran Canaria, por lo que ha sufrido miles de años de alteración humana, destacando yacimientos arqueológicos como el Risco del Drago, las Huesas, las Cuevas de los Frailes y las Cuevas de La Angostura, conjuntos cavernícolas en general artificiales que fueron vivienda de los antiguos pobladores.
Está incluido este espacio en la Red Canaria de Espacios Naturales Protegidos y en la Red Natura 2000 como Zona Especial de Conservación (ZEC).

## Geología
Es un espacio protegido situado en las medianías de Gran Canaria, con una red de barrancos donde destacan el de El Acebuchal y el Guiniguada.
Encontramos en este, materiales geológicos de tres ciclos eruptivos de la isla, siendo del más antiguo, los observables en los Altos de San Gregorio (ignimbritas riolíticas), en la zona de San Lorenzo-Dragonal-Altos de Siete Puertas (ignimbritas, fonolitas y traquitas) y desde la Umbría hasta La Angostura (ignimbritas con lavas intercaladas).
Del Ciclo Roque Nublo, la mayor parte de los materiales se emitieron desde un ya desaparecido estratovolcán situado en Las Mesas descendiendo las lavas por los barrancos de Guiniguada y Tenoya. En el periodo del Ciclo Reciente aparecieron centros de emisión alienados en tres áreas: la Caldera de Pino Santo, Barranco Alonso y la Montaña de San Gregorio, formándose calderas freatomagmáticas como las de Pino Santo y Hoya Bravo, siendo el primero combinado con fases estrombolianas y dieron lugar al edificio de la Caldera de Pino Santo.
El Monte Lentiscal tiene los materiales más recientes, con lapillis, escorias y bombas volcánicas, emitiendo una gran colada de lava de tipo "aa" con 15-20 metros de potencia y disyunción columnar que canalizó a través del Guiniguada por unos 6 km. En el barranco de Guiniguada existen además depósitos coluviales adosados a sus laderas, además de depósitos sedimentarios aluviales de gran espesor y de menor grado en el barranco de San Lorenzo.

## Flora
La motivación de su nombramiento como ZEC Pino Santo se debe a que alberga hábitats de interés comunitario como los matorrales termomediterráneos y pre-estépicos y bosques de Olea y Ceratonia.
Este espacio alberga un endemismo local muy amenazado, la gildana peluda (Teline nervosa), además de otros 7 endemismos grancanarios exclusivos, 34 canarios y 9 macaronésicos, además de otras no endémicas.
La vegetación actual está muy alterada debido a la ocupación humana y las actividades agrícolas, aunque aún se pueden ver restos de la vegetación potencial aislados con especies como el acebuche (Olea cerasiformis), el lentisco (Pistacia lentiscus), el almácigo (P. atlantica), la palmera canaria (Phoenix canariensis), el drago (Dracaena draco), el guaydil (Convolvulus floridus), el marmulán (Sideroxylon marmulano), el mocán (Visnea mocanera), el barbusano (Apollonias barbujana), el granadillo (Hypericum canariense), la retama blanca (Retama rhodorhizoides) y el amenazado endemismo canario oro de risco (Anagyris latifolia).
Especies introducidas son la tunera común, la tunera india, la caña y la pita; y las de sustitución como la tabaiba amarga (Euphorbia regis-jubae), el verode (Kleinia neriifolia), la retama amarilla (Teline microphylla), y otras como el incienso (Artemisia thuscula), la vinagrera (Rumex lunaria), la salvia canaria (Salvia canariensis), el taginaste blanco (Echium deicasnei), la gamona (Asphodelus aestivus), la madama de risco (Allagopappus dichotomus), el paniqueso (Lobularia canariensis), entre otras.
Las extensiones de pasto forman pastizales de cerrillo (Hyparrhenia hirta), y especies en bancales de cultivo abandonados como el granadillo, la altabaca (Dittrichia viscosa), el incienso y la retama amarilla. En las zonas menos elevadas encontramos elementos del piso basal como la tabaiba dulce (Euphorbia balsamifera), el balo (Plocama pendula), la aulaga (Launaea arborescens). 
Especies introducidas debido a la acción humana, aparte de las ya mencionadas tuneras y pita, encontramos el eucalipto blanco, el eucalipto rojo, el almendrero, el castañero y el propio pino canario (Pinus canariensis) plantados en zonas que no le corresponden por la vegetación potencial.

## Fauna

### Vertebrados
La fauna vertebrada está limitada por la alta antropización del área, estando los reptiles representados por los endemismos insulares como el lagarto gigante de Gran Canaria (Gallotia stehlini), el perinquén de Boettger (Tarentola boettgeri) y la lisa rayada grancanaria (Chalcides sexlineatus); mientras que los anfibios se representan por la rana común (Pelophylax perezii) y la ranita meridional (Hyla meridionalis).
La avifauna, el grupo mejor representado, debido a la abundancia de medios acuáticos artificiales como charcas, estanques y presas, numerosas en la zona. Encontramos asociadas a estos ámbitos las especies como la polla de agua (Gallinula chloropus), el chorlitejo chico (Charadrius dubius) y la alpispa (Motacilla cinerea canariensis).
En las laderas del Guiniguada encontramos a los nidificantes como el busardo ratonero (Buteo buteo insularum), el cuervo canario (Corvus corax canariensis), el cernícalo (Falco tinnunculus canariensis), el búho chico (Asio otus canariensis), la paloma bravía (Columba livia livia) y la lechuza (Tyto alba). Además, otras especies más extendidas como el canario (Serinus canaria), el pardillo (Carduelis cannabina meadewaldoi), el verderón común (C. chloris) y el jilguero (C. carduelis parva). Relacionados con los núcleos arbolados son la curruca cabecinegra (Sylvia melanocephala leucogastra), la curruca tomillera (S. conspicillata orbitalis) y el mirlo canario (Turdus merula cabrerae).
De manera más localizada encontraremos al capirote (Sylvia atricapilla heineken), el mosquitero canario (Phylloscopus canariensis) y el petirrojo (Erithacus rubecula superbus). En las zonas más altas el pinzón común (Fringilla coelebs canariensis) y el triguero (Emberiza calandra), además de especies de aprovechamiento cinegético.
Otras aves que no nidifican aquí pero por la emigración hacen su aparición en lugares acuáticos son el zampullín cuellinegro (Podiceps nigricollis), el cormorán grande (Phalacrocorax carbo), la garceta común (Egretta garzetta), la garcilla cangrejera (Ardeola ralloides), la garza real (Ardea cinerea), la ánade real (Anas platyrhynchos), el ánade silbón (Anas penelope), la cerceta común (Anas crecca), el chorlitejo patinegro (Charadrius hiaticula), el avefría (Vanellus vanellus), el correlimos menudo (Calidris minuta), la agachadiza (Gallinago gallinago) y la aguja colinegra (Limosa limosa).
Los mamíferos están representados por especies no endémicas como la musaraña gris (Crocidura russula), o las introducidas rata, ratón, conejo y erizo moruno.

### Invertebrados
La fauna invertebrada se ha visto afectada por la fuerte antropización del terreno, destacando dentro de los insectos, el ortóptero endémico de Canarias como la Arminda de Burr (Arminda burri). Los himenópteros con especies endémicas canarias y la exclusiva grancanaria Andrena vulcana ferina. Los coleópteros endémicos de la isla Cymindis amicta, Hegeter impressus, Laparocerus sulcirostris y Nesotes conformis grancanariensis. Los dípteros endémicos de la isla Thereva grancanariensis, Tipula macquarti lesnei y Ruppellia gloriae. Finalmente la lepidóptera endémica de la isla, la mariposa capuchina común (Pieris cheiranthi cheiranthi).
Los moluscos destacan con los endemismos grancanarios como Hemycicla saulsyi saulsyi, Plutonia tamanensis, Napaeus myosotis, además del endemismo canario Napaeus obesatus.
El carábido ocre de Gran Canaria (Didrocontus alluaudi), coléoptero exclusivo de la isla, se encuentra en peligro, viviendo en los restos vegetales asociadas a la laurisilva como granadillos o brezos.